# バルトシュ・ベレシンスキ
バルトシュ・ベレシンスキ（ポーランド語: Bartosz Bereszyński,  1992年7月12日 - ）は、ポーランド・ヴィエルコポルスカ県ポズナン出身のプロサッカー選手。ポーランド代表。UCサンプドリア所属。ポジションはDF。

## 経歴

### クラブ
2009年にレフ・ポズナンでプロデビュー。2011-12シーズンはローン移籍でヴァルタ・ポズナンでプレーし、2012-13シーズンまでレフ・ポズナンに所属。
2013-14シーズンからはレギア・ワルシャワでプレーし、同シーズンのUEFAヨーロッパリーグに出場。主軸として2016-17シーズン途中まで活躍。
2017年1月4日、イタリア・セリエAのUCサンプドリアと4年半契約を締結。2016-17シーズンは11試合に出場。翌2017-18シーズンは30試合に出場した。
2023年1月7日、SSCナポリに買い取りオプション付きの期限付き移籍で加入した。
2023年8月22日、エンポリFCに買い取りオプション付きの期限付き移籍で加入した。

### ポーランド代表
2013年にポーランド代表に初招集された。

## 代表歴

### 出場大会
- ポーランド代表
  - 2018 FIFAワールドカップ
  - 2022 FIFAワールドカップ

### 試合数
- 国際Aマッチ 54試合 0得点（2013年-）[4]

| ポーランド代表 | 国際Aマッチ | 国際Aマッチ |
| 年             | 出場        | 得点        |
| -------------- | ----------- | ----------- |
| 2013           | 1           | 0           |
| 2014           | 1           | 0           |
| 2015           | 0           | 0           |
| 2016           | 1           | 0           |
| 2017           | 3           | 0           |
| 2018           | 10          | 0           |
| 2019           | 6           | 0           |
| 2020           | 6           | 0           |
| 2021           | 11          | 0           |
| 2022           | 11          | 0           |
| 2023           | 4           | 0           |
| 2024           |             |             |
| 通算           | 54          | 0           |